# I'lam al-Nas

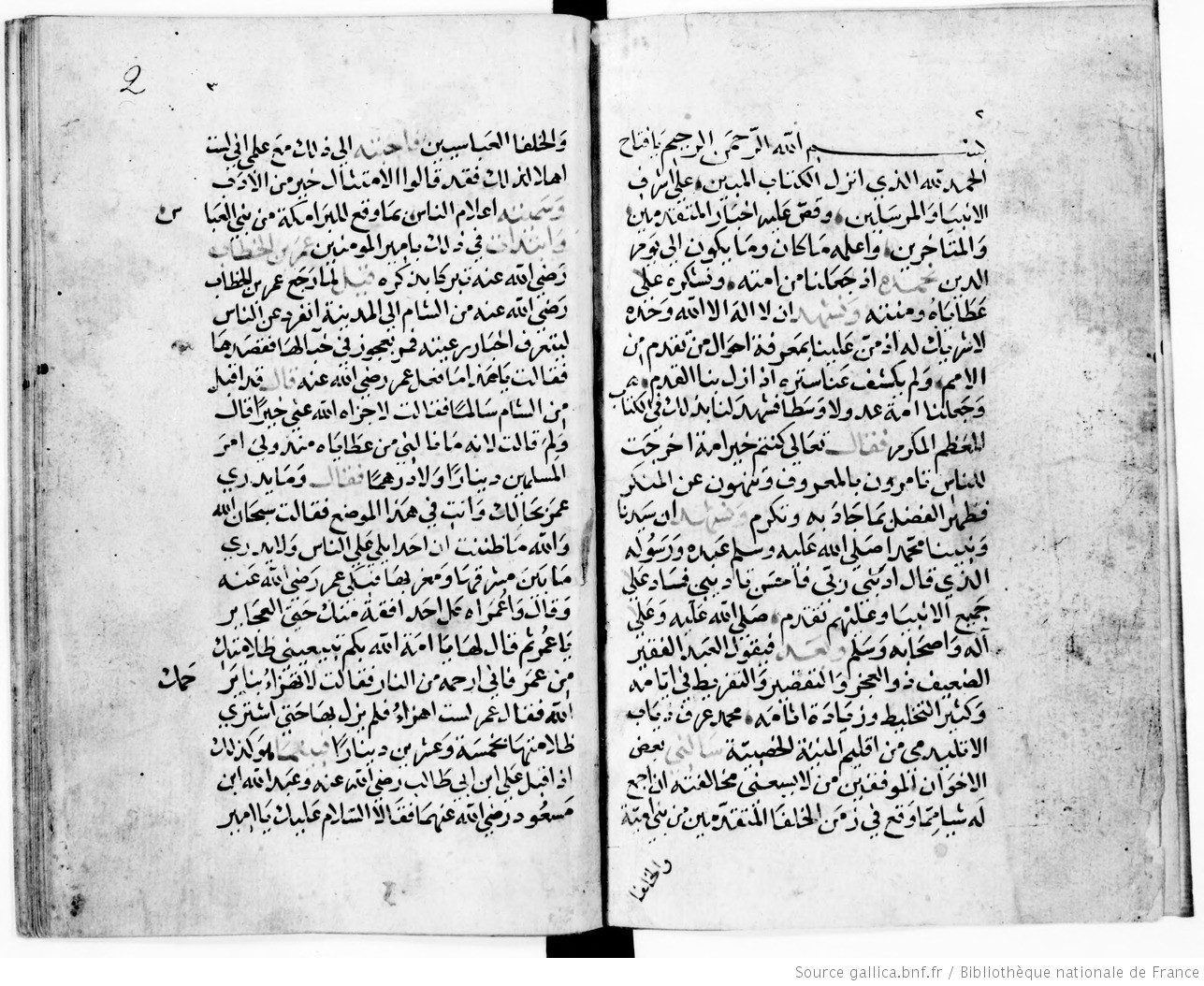
Extrait de l'ouvrage d'al-Atlidi, I'lam al-Nas bima waqa'a li-l-barammika ma'a Bani al-'Abbas.

I'lam al-Nas bima waqa'a li-l-baramika ma'a Bani al-'Abbas, arabe : إعلام الناس بما وقع للبرامكة مع بني العباس‎  , ou I'lam al-Nas en abrégé, est un recueil d'histoires de l'écrivain égypto-ottoman Muhammad Ma'ruf Diyab al-Itlidi (également al-Atlidi) publié en 1689. C'est la principale source externe d'un certain nombre d'histoires et d'anecdotes que l'on retrouve également dans Les Mille et Une Nuits.

## Informations de base sur l'œuvre
On ne sait pas grand-chose à propos de l'auteur de l'ouvrage, Muhammad Ma'ruf Diyab al-Itlidi (arabe : محمد المعروف بدياب الإتليدي‎, également connu sous le nom d' al-Atlidi). Né en Égypte, il a publié ce livre en 1689,.
En plus du titre officiel إعلام الناس بما وقع للبرامكة مع بني العباس , le livre est également connu sous le titre نوادر الخلفاء.
Il contient une collection d'environ 200 histoires et anecdotes sur les premiers califes islamiques, en particulier les Abbassides.

## Lien avecLes Mille et Une Nuits
Sur les quelque 200 histoires, 43, selon le décompte de Victor Chauvin, apparaissent également dans Les Mille et Une Nuits,. Ainsi, I'lam al-Nas est la source la plus importante d'anecdotes historiques et morales contenues dans les différents manuscrits et éditions des Mille et Une Nuits, y compris les éditions de Calcutta II, de Breslau et le manuscrit Reinhardt.
Voici la liste des histoires également mentionnées dans Les Mille et Une Nuits, accompagnées de leur numéro assigné par l'Encyclopédie des Mille et Une Nuits (ou ANE), sachant qu'une même histoire peut être divisée en plusieurs sous-histoires, chacune ayant son propre numéro :
- Conte de Ma'n ibn Zâ'ida (de) (ANE 65 et 66)
- Conte de Hîsham avec le jeune Bédouin (de) (ANE 68)
- Conte d'Ibrâhîm ibn al-Mahdî (ANE 69)
- Conte d'Ishâq al-Mawsilî (ANE 71)
- Conte du calife Hârûn ar-Rashîd et du faux calife (ANE 73)
- Conte de 'Alî le Persan devant Hârûn ar-Rashîd (ANE 74)
- Conte de Hârûn ar-Rashîd, de la jeune esclave et de l'imam Abû Yûsuf (de) (ANE 75)
- Conte de Khâlid ibn 'Abd Allâh al-Qasrî (ANE 76)
- Conte des amours de Budûr et Jubayr (ANE 83)
- Conte du calife et des trois poètes (ANE 112)
- Conte d'al-Hakim et de son hôte (de) (ANE 120)
- Conte de 'Umar et du jeune meurtrier (ANE 130)
- Conte du roi et de l'épouse fidèle (ANE 138)
- Conte d'Ishâq al-Mawsilî et de la chanteuse (ANE 142)
- Conte de l'ermite amoureux (ANE 146)
- Conte de 'Utba et de Rayyâ (ANE 211)
- Conte de Hind, fille d'an-Nu'mân (ANE 212)
- Conte de Yûnus le Scribe et d'al-Walîd ibn Sahl (ANE 214)
- Conte de Hârûn ar-Rashîd et de la jeune Arabe (ANE 215)
- Conte d'al-Asma'î et des trois jeunes femmes (de) (ANE 216)
- Conte des amants des Banû 'Udhra (ANE 218)
- Conte de l'Arabe et de sa femme (ANE 219)
- Conte des amants fâchés (ANE 220)
- Conte d'Ishâq ibn Ibrâhîm al-Mawsilî et du diable (de) (ANE 221)
- Conte des amours du jeune Médinois (de) (ANE 222)
- Al-Malik al-Nâsir and His Vizier (ANE 222)
- Conte de l'homme de Haute-Égypte et de son épouse franque (ANE 234)
- ‘Umar ibn ‘Abd al-‘Azîz and the Poets (ANE 265)
- Al-Hajjâj and the Three Young Men (ANE 266)
- Ja‘far ibn Yahyâ and ‘Abd al-Malik ibn Sâlih the Abbaside (ANE 280)
- Al-Ma’mûn and Zubayda (ANE 283)
- Histoire du bon Vizir, injustement emprisonné (ANE 391)
- Le Sulthan Mahmoud et son Vizir (ANE 437)
- Al-Mundhir ibn al-Mughîra who Bemoans Ja‘far (ANE 530)
- Al-Ma’mûn and the Parasite (ANE 532)
- The Story of ‘Abbâs (ANE 537)
- The Story of Ma‘dîkarib (ANE 538)
- Ma‘n Obtains Pardon for a Rebel (ANE 539)
- It is Impossible to Arouse Ma‘n’s Anger (ANE 540)
- Ishâq and the Roses (ANE 541)
- The Story of the Kiss (ANE 542)
- Al-Ma’mûn and the Kilabite Girl (ANE 543)

## Réception
En 1873, l'auteur et traductrice britannique Alice Mary Clerk publia des extraits du texte arabe dans une traduction anglaise sous le titre Ilâm-en-Nâs. Contes et anecdotes historiques de l'époque des premiers califes. 

## Éditions de I'lam al-Nas

### Éditions originales arabes
- Muhammad Ma'ruf Diyab al-Itlidi : Iʿlām an-Nās bi-mā waqaʿa li-l-barāmika maʿa Banī l-ʿAbbās (إعلام الناس بما وقع للبرامكة مع بني العباس), Dar al-Kutub al-Ilmiyah, Beyrouth 2004. Livres illustrés.
- Muhammad Ma'ruf Diyab al-Itlidi : Iʿlām an-Nās bi-mā waqaʿa li-l-barāmika maʿa Banī l-ʿAbbās (إعلام الناس بما وقع للبرامكة مع بني العباس), Al-Kamil Verlag, 2015. Livres illustrés.

### Traductions
- Alice Mary Frere (en tant que greffière Mme Godfrey) : Ilâm-en-Nâs. Contes historiques et anecdotes de l'époque des premiers califes, Henry S. King, Londres 1873 (traduction anglaise).

## Liens Web
- Texte original arabe complet (copie numérique)